# Jacques-Henri Juillerat

Bogenbrücke

Jacques-Henri Juillerat (* 3. Mai 1777 in Münster bei Bern; † 6. März 1860 in Bern) war ein Schweizer Landschaftsmaler.
Juillerat erhielt seinen ersten Zeichenunterricht im Kloster Bellelay, setzte die Lehre in Neuenburg fort, arbeitete in Basel, wo seine Lehrer Peter Birmann und Marquard Wocher waren. Schliesslich kam er nach Zürich und wurde Schüler von Johann Heinrich Wüest, der ihm Unterricht in Ölmalerei gab.
Juillerat kam nach Basel zurück und war dort als Illustrator für den Kupferstecher und Kunsthändler Christian von Mechel tätig. 1812 wurde er Zeichenlehrer an der Schule in Delsberg. 1820 liess er sich in Bern nieder und wurde 1823 Kunstlehrer an der Berner Kunstakademie. Von 1828 bis 1855 lebte er in Italien, danach wieder in Bern. Er nahm regelmässig an den Schweizer und italienischen Ausstellungen teil.
Juillerat war Schwager und erster Lehrer der Malerin Marie-Christine Mouillet (1802–1885).